# Строцци, Палла
Палла ди Онофрио Строцци (итал. Palla di Onofrio Strozzi, также Palla di Noferi; 1372, Флоренция — 8 мая 1462, Падуя) — флорентийский банкир, политик и гуманист, один из первых итальянских учеников Мануила Хрисолора.

## Биография
Принадлежал к знатному флорентийскому роду Строцци. Второй сын Онофрио (Нофери) Строцци (ок. 1345—1417), капитана галеры, гонфалоньера справедливости в 1385 и 1396 годах, викария Пеши, и Джованны Алессандры Кавальканти.
В 1397 году вместе с Колуччо Салутати и Никколо Никколи содействовал приглашению во Флоренцию Мануила Хрисолора, под руководством которого изучал греческий язык, поступив на кафедру, учреждённую в том же году. Приобрёл у Хрисолора множество греческих манускриптов, превратил свой дом во Флоренции в центр изучения греческого языка и открыл первую в городе публичную библиотеку.
Среди учеников в его доме был Томмазо Паретунчелли, позднее ставший папой под именем Николая V, и в благодарность предложивший кардинальскую шапку одному из сыновей Палла Строцци.
В ноябре 1403 года Палла был назначен членом комиссии, назначенной цехом Калималы, в котором он состоял с того года, и которая имела задачу наблюдать за работой Лоренцо Гиберти над северными вратами баптистерия Сан-Джованни. Сам он воспользовался услугами Гиберти для оформления часовни отца в Святой Троице,  где намеревался создать публичную библиотеку, а также привлёк к работе Джентиле да Фабриано, которому он поручил создать «Поклонение волхвов» для той же Святой Троицы.
Был послом Флорентийской республики в Риме (1409 и 1410), Неаполе (1415), где был посвящён в рыцари, Венеции, Ферраре и Сиене.
Богатейший (в чём с ним мог поспорить только Джованни ди Медичи) из граждан Флоренции, ко времени смерти Мазо дельи Альбицци в 1417 году был среди второстепенных членов стоявшей во главе республики олигархической группы, возглавляемой Джино Каппони и Никколо да Уццано.
В 1420 году сопровождал папу Мартина V, проезжавшего через флорентийскую территорию по пути из Базеля в Рим.
В 1421 году был в числе капитанов по делам Вольтерры; в 1423, 1424 и 1430 годах входил в состав комиссии Десяти.
В 1425 году, во время тяжёлой войны с герцогом Миланским, был послом в Венеции, которой флорентийцы предлагали заключить антимиланскую лигу. Вместе с Аверардо де Медичи подписал Феррарский мир с Миланом 18 апреля 1428.
Ради сохранения позиций олигархического режима, пошатнувшихся в результате войны, был вынужден согласиться с введением имущественного и подоходного налога, заплатив в 1427 году 507 флоринов, что означало обладание состоянием, значительно превышавшим 100 000 флоринов (Медичи заплатил 392 флорина, но, как говорили, эта сумма была сильно занижена).
Вместе с Ринальдо дельи Альбицци подчинил восставшую Вольтерру (1429).
В августе 1434 при вступлении Евгения IV во Флоренцию, Палла Строцци нёс знамя церкви.
После прихода к власти в том же месяце промедичейской синьории Строцци остался в числе немногих сторонников Альбицци, которому пообещал привести 500 бойцов для осуществления государственного переворота, но в назначенный день 25 сентября явился всего с двумя невооружёнными слугами, заявил, что отказывается участвовать и вернулся домой.
Правительством Козимо Медичи в том же году был изгнан из Флоренции в Падую на десять лет; в дальнейшем этот срок постоянно продлевался.
Строцци прожил в Падуе до конца своей жизни. Он был похоронен в церкви Санта-Мария-ди-Бетлемме, где похоронена его первая жена Мария. Надгробную речь произнёс его друг гуманист Франческо Филельфо.
По мнению Никколо Макьявелли, Палла Строцци «был человек мирный, полный кротости и доброжелательства, более способный к занятиям словесностью, чем к руководству партией или сопротивлению в общественных распрях».
В 1436 году стал советником Падуанского университета. Инициировал приглашение в Падую Филиппо Липпи, Никколо Барончелли и Донателло. Его дом в Падуе стал центром эллинистического возрождения; Строцци не только за большие деньги приобретал греческие кодексы, но и содержал на жалованье двух специалистов, Иоанна Аргиропула (в 1441—1444), а затем  Андроника Каллиста, которые читали ему Аристотеля и других авторов на  языке оригинала. Он допускал к изучению своих книг и прослушиванию чтений всех желающих, и оставил ценную коллекцию рукописей, позднее рассеянную, часть которой завещал монастырю Святой Юстины, в котором проживал.
По мнению Якоба Буркхардта, «если бы античные штудии не признавались за величайшее благороднейшее благо земной жизни, (…) место изгнания не превращалось бы благодаря им в обитель полного счастья, как у Палла Строцци».

## Семья
1-я жена (1397): Мария Строцци, дочь Карло Строцци и Лодовики Панталеони. В браке было одиннадцать детей:
- Лоренцо (1404—1452, Губбьо), был послом в Мантуе. Подеста в Губбьо, убит неким студентом. Жена: Алессандра де Барди (1412—1465), дочь Бардо де Барди
- Онофрио (1411—1452)
- Никола, называемый Тита (1412—?). Был в тюрьме в Провансе
- Джованфранческо (ок. 1418 — после 1468). В изгнании обосновался в Ферраре, «пользовался значительным влиянием и, по мнению других торговых людей, являлся большим богачом»[17]. В 1466 году новая группа флорентийских эмигрантов, изгнанная после неудачного заговора против Пьеро Медичи, убедила его просить помощи у дожа Венеции, что привело к венециано-флорентийской войне 1467—1468 годов[17]. Жена (1447?): Луиджа Донати (1434 — после 1499), дочь Манно Донати и Танчи Веллути. От этого брака происходит феррарская ветвь рода Строцци
- Карло (ум. 1450). Умер в Риме, не успев получить кардинальский сан
- Бартоломео
- Маргерита
- Лена (1405 — август 1449). Муж 1) (1421): Нери Аччайоли (1400—1428); 2) (1432): Феличе Бранкаччи (1382 — после 1449)
- Джиневра
- Якопа (ум. 24.04.1468). Муж (1428): Джованни ди Паоло Ручеллаи (1403—1480), был основным прокурором своего тестя в период изгнания
- Танча. Муж (1423): Томмазо Саккетти (ок. 1390 — после 1439)

В изгнании женился на дочери Феличе Бранкаччи, которая последовала за ним в Падую.